# Krokocie (wieś)
Krokocie (dawniej Szofy), niem. Soffen) – wieś sołecka w Polsce położona w województwie warmińsko-mazurskim, w powiecie ełckim, w gminie Ełk. W 1988 roku wieś liczyła 103 mieszkańców. Dane z roku 2011 wskazują na nieznaczny wzrost – 105 osób. Funkcję sołtysa sprawuje Magda Szymkiewicz.
Wieś położona jest na Pojezierzu Ełckim, na wschód od jezior: Zdrężno i Haleckiego (Ołówka), między rzekami Ełk i Lega, około 10 km na północny wschód od miasta Ełk i ok. 127 km na wschód od stolicy województwa warmińsko-mazurskiego – Olsztyna.
W latach 1975–1998 miejscowość administracyjnie należała do województwa suwalskiego.
Przed rokiem 1945 miejscowość stanowiła część niemieckich Prus Wschodnich. W roku 2010 we wsi żyła ostatnia przedwojenna autochtonka – Marta Piwek, dziewięćdziesięciolatka, która urodziła się jeszcze w czasach istnienia Cesarstwa Niemieckiego.

## Historia miejscowości
Wieś powstała w ramach kolonizacji południowych i wschodnich obszarów państwa zakonu krzyżackiego. W 1471 roku komtur brandenburski Wit von Giech wystawił przywilej na nowe dobra służebne zwane Hirschenfelde, które miały obejmować 30 łanów na prawie magdeburskim. Dokument został wystawiony dla niejakiego Macieja Schofa, który zobowiązał się do wystawienia dwóch służb zbrojnych. Od nazwiska Macieja przyjęła się nowa nazwa wsi, zapisywana jako Schoffa, Schofer, Schoffen; później utrwaliła się forma Soffen. Na początku XVI wieku wieś powiększyła swój obszar o 15 łanów, zatem łącznie obszar dóbr wzrósł do 45 łanów, zaś obowiązek służb zbrojnych – do trzech. Wieś należała do parafii ewangelickiej w Stradunach. Szkoła we wsi powstała w 1818 roku.
Liczba mieszkańców w poszczególnych okresach:
- 1857 r. – 248 osób
- 1933 r. – 348 osób
- 1939 r. – 310 osób
- 1988 r. – 103 osoby
- 2011 r. – 105 osób